# Венетај (Аљаска)
Венетај (енгл. Venetie, /ˈviːnɪtaɪ/) насељено је место без административног статуса у америчкој савезној држави Аљаска.

## Демографија
По попису из 2010. године број становника је 166, што је 36 (-17,8%) становника мање него 2000. године.
| Група                 | 2000.       | 2010.       |
| Амерички староседеоци | 186 (92,1%) | 152 (91,6%) |
| Белци                 | 7 (3,5%)    | 3 (1,8%)    |
| Афроамериканци        | 0 (0,0%)    | 0 (0,0%)    |
| Азијати               | 0 (0,0%)    | 1 (0,6%)    |
| Хиспаноамериканци     | 0 (0,0%)    | 3 (1,8%)    |
| Укупно                | 202         | 166         |